# Viaduc de Commelles
Le viaduc de Commelles est un viaduc ferroviaire de la ligne de Paris-Nord à Lille qui traverse la vallée de la Thève, au niveau des étangs de Commelles, dans le département de l'Oise. Le premier ouvrage, inauguré en 1859, a été remplacé en 1984.

## Situation ferroviaire
Établie au dessus de la Thève, le nouveau viaduc de Commelles, long de 398 mètres, est situé entre les points kilométriques (PK) 36,876 et 37,274 de la ligne de Paris-Nord à Lille, entre les gares de Orry-la-Ville - Coye et Chantilly - Gouvieux.

## Histoire
L'ancien viaduc était constitué de 15 arches, chacune d'une portée de 19 m et atteignant la hauteur maximale de 38 m. Devenu inadapté à la croissance du trafic avec seulement deux voies, il a finalement été détruit le 12 décembre 1985 à 15h. Il n'en reste plus que la trace des fondations. Il a été construit entre 1856 et 1859 par l'ingénieur François Hippolyte Désiré Mantion qui était chargé par la Compagnie des chemins de fer du Nord de la réalisation de la ligne de Saint-Denis à Creil.
Le viaduc actuel à trois voies est long de 380 m. En aval des étangs, il est élevé de 1980 à 1984 en béton pré-contraint. Afin d'anticiper l'avenir, l'ouvrage a été d'emblée prévu assez large pour quatre voies.